# Великі Угерці
Вельке Угерце (словац. Veľké Uherce) — село, громада округу Партизанське, Тренчинський край. Кадастрова площа громади — 27.79 км².
Населення 2018 осіб (станом на 31 грудня 2020 року).

## Географія
Протікають річки Драгожиця; Дрндава;  Колачнянський потік і Врацовський потік.

## Історія
Вельке Угерце згадується 1274 року.

## Населення
| Рік:            | 1994. | 2004.   | 2014.   | 2024.   |
| --------------- | ----- | ------- | ------- | ------- |
| Кількість осіб: | 1897  | 1983    | 2025    | 1980    |
| Різниця:        |       | +4,53 % | +2,11 % | -2,22 % |

| Рік:            | 2023. | 2024.   |
| --------------- | ----- | ------- |
| Кількість осіб: | 1998  | 1980    |
| Різниця:        |       | -0,90 % |